# Réquiem por un campesino español
Réquiem por un campesino español és una novel·la breu de Ramón J. Sender, un dels novel·listes espanyols més destacats de la postguerra en l'exili. Apareguda originalment sota el títol de Mosén Millán a Mèxic (1953), va adquirir el seu nom actual el 1960.
La seva publicació a Mèxic va ser motivada per la censura que va sofrir Espanya durant els anys del franquisme. Va ser inclosa en la llista de les 100 millors novel·les en espanyol del segle XX del periòdic espanyol «El Mundo».

## Adaptacions a altres mitjans
Aquesta novel·la va ser adaptada al cinema pel director Francesc Betriu: Rèquiem per un camperol espanyol, sent un dels primers papers d'Antonio Banderas, i a còmic per Carlos Giménez. Els actors principals de la pel·lícula van ser: Antonio Banderes, Antonio Ferrandis, Fernando Fernán Gómez, Terele Pávez, Ana Gracia, Emilio Gutiérrez Caba i Conrado Sanmartín, entre d'altres. Cal destacar també el paper de José Antonio Labordeta com a pregoner del poble i del Pastor d'Andorra com a jotero.